# Audax Club Parisien
Der Audax Club Parisien (ACP) ist ein französischer Radsportverein, der 1904 in Paris gegründet wurde. Der Club veranstaltet Radfernfahrten in Frankreich und verwaltet „Randonneur“-Veranstaltungen rund um die Welt. Die bekannteste Veranstaltung des Clubs ist die Fernfahrt Paris–Brest–Paris, die alle vier Jahre veranstaltet wird.

## Geschichte
Im April 1904 organisierte Henri Desgrange, Herausgeber der französischen Sporttageszeitung L’Auto, eine Radfernfahrt über 200 Kilometer von Paris nach Gaillon und zurück. Die Strecke musste mit einer Durchschnittsgeschwindigkeit von 18 Kilometern pro Stunde von den Fahrern, die in geschlossenen Gruppen mit „Kapitänen“ unterwegs waren, bewältigt werden. 
Desgrange war durch eine ähnliche Veranstaltung in Italien auf die Idee zu dieser Radfernfahrt gebracht worden. Die dortigen Organisatoren hatten sie „Audax“ – aus dem Lateinischen für „kühn“, „verwegen“ – genannt, und Desgrange übernahm diese Bezeichnung.
Die Veranstaltung verlief zufriedenstellend, und die Teilnehmer und andere Radfahrer gründeten am 30. November 1904 den Audax Club Parisien als gemeinnützigen Verein mit dem Ziel, die Entwicklung von Radfernfahrten zu fördern. Der Sitz war im Café du Vaudeville, 29 rue Vivienne, in Paris. Die Gründung des Vereins wurde am 28. Dezember 1904 im Journal der französischen Republik öffentlich gemacht.
1906 delegierte der ACP an Desgrange die Aufgabe, Brevetfahrten zu organisieren. Es kam aber zu Differenzen zwischen Verein und Desgrange, so dass dieser die Audax-Bewegung übernahm. Ein Grund für die Auseinandersetzungen war, dass der ACP die Polymultipliée de Chanteloup in Zusammenarbeit mit dem L'Echo des Sports organisierte, eine Konkurrenzzeitschrift der L'Auto. Ein weiterer Streitpunkt war die Tatsache, dass die Audax-Kapitäne angeblich die Durchschnittsgeschwindigkeit von 18 Kilometern pro Stunde gemäß den Regeln nicht beachteten. Folge war, dass die Kapitäne einen eigenen Verein gründeten, die Union des Audax Clubs Parisiens. Die Fahrer, denen die Fahrt mit einer vorgegebenen Zeit nicht gefiel, begründeten eine neue Form des Radrennens, das Brevet de Randonneur Français.
Zwei Jahre später wurde der ACP Mitglied der Francs Routiers, der Cycle Excursionniste Parisien, des Touriste Club Parisien und der Tandémistes Parisiens, die gemeinsam die Fédération Française des Sociétés de Cyclotourisme, aus der 1942 die Fédération Française de Cyclotourisme. Ihr erster Präsident war Gaston Cément, der Präsident des ACP.
1921 organisierte der ACP das erste Brevet de Randonneur à Allure Libre, wobei allure libre  bedeutet, dass die Fahrer ihre Geschwindigkeit selbst bestimmen dürfen, aber schneller als 14 km/h sein müssen. Ab 1976 vertrat der ACP die Randonneurs Europas, und seit 1983 lautet der Name Brevet Randonneurs Mondiaux.

## Rennen
Paris–Brest–Paris war zunächst ein Rennen für Profis. 1931, als das Rennen zum fünften Mal ausgetragen wurde, ließ der ACP-Präsident Durand erstmals ebenfalls ein Brevet-Rennen über 1200 Kilometer austragen. Als Minimum-Zeit wurde 60 Stunden und als Maximum-Zeit 96 Stunden festgelegt. Es gab 62 Teilnehmer, von den 44 ins Ziel kamen. Wegen des Zweiten Weltkriegs fand die zweite Austragung erst 1948 statt, anschließend alle fünf Jahre, und seit 1975 alle vier Jahre. Bis 2007 hatten 22.446 Sportlerinnen und Sportler das Rennen zu Ende gefahren. Der Anteil der Nicht-Franzosen stieg stetig an, und 1991, 2003 und 2007 waren mehr Ausländer als Franzosen am Start.
Die Flèche Vélocio wurde 1947 erstmals ausgetragen, zu Ehren von Paul de Vivie, einem Pionier des Radwanderns, der die Gangschaltung am Fahrrad propagierte. Bei der ersten Austragung war nur ein Team am Start. Teams aus drei bis fünf Fahrern starten an der Kathedrale Notre-Dame in Paris und fahren an den jeweiligen Ort in der Provence, wo das jährliche, traditionelle Ostertreffen Pâques en Provence stattfindet. Die Flèche beinhaltet eine Fahrt von 360 Kilometern innerhalb von 24 Stunden. 
Seit 1988 gibt es mit der Flèchett Vélocio eine Juniorenausgabe der Flèche Vélocio. Dabei handelt es sich um 12-Stunden-Fahrt mit nicht mehr als einer Stunde Dunkelheit, und das Ziel ist das Ostertreffen. Die Strecke beträgt zwischen 150 und 350 Kilometern. Die Teams bestehen aus fünf Fahrern zwischen 14 und 18 Jahren sowie einem Erwachsenen, der schon einmal am Flèche Vélocio teilgenommen hat.